# Henrietten-Kirche

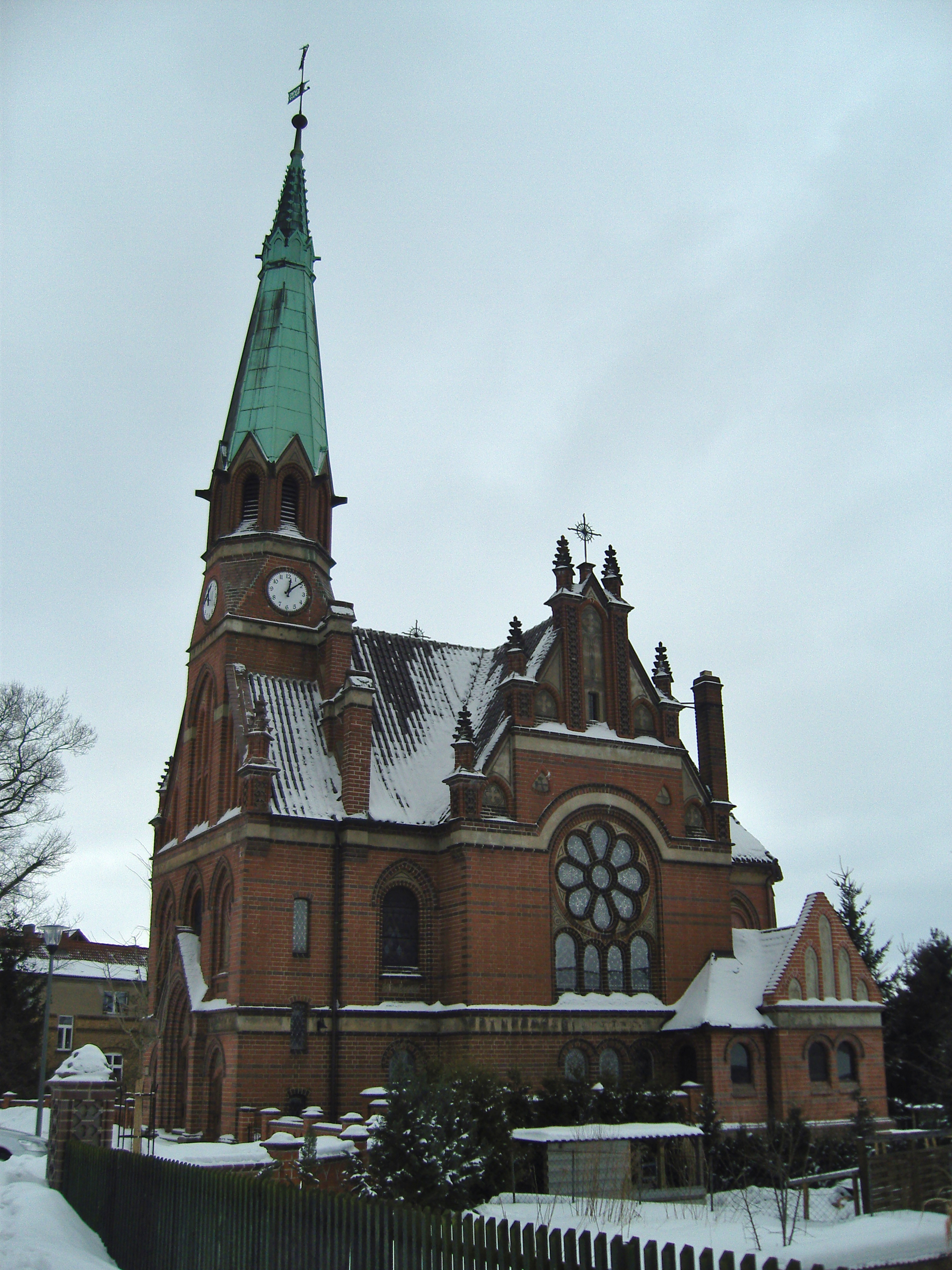
Henrietten-Kirche

Die Henriettenkirche ist eine evangelische Kirche in Annahütte, einem Gemeindeteil der südbrandenburgischen Gemeinde Schipkau im Landkreis Oberspreewald-Lausitz.

## Geschichte
Annahütte, das bis zum Jahr 1938 den aus dem Sorbischen stammenden Namen Särchen trug, gehörte zur Kirchenparochie der Nachbargemeinde Klettwitz. Mit der Glashütten- und Braunkohleindustrie entstand die Kolonie Annahütte, die rasch wuchs. Der Hamburger Unternehmer Friedrich Carl Theodor Heye (1832–1916), Inhaber der F. C. Th. Heye Braunkohlenwerke AG, entschloss sich zum Bau einer Kirche. Heye wollte „dem industriellen Werke seinen über die äußere Sorge erhebenden geistigen Mittelpunkt“ schaffen.
Im Juni 1904 begann der Bau an der Kirche. Bereits im Winter desselben Jahres war der Rohbau zum Großteil fertiggestellt. Den Namen erhielt die Kirche im Andenken an die Ehefrau des Stifters der Kirche, Henriette Heye geb. Focke (1840–1929). Namensweihe war am 27. Juni 1905. Aufgrund des weiteren Bevölkerungswachstums war ein Ausbau der Kirche notwendig, so dass 1924 zwei Seitenemporen eingezogen wurden. Dadurch erhöhte sich die Zahl der Sitzplätze von 138 auf 210. In den Folgejahren wurde ein Saal im Untergeschoss ausgebaut und für Gemeindezwecke genutzt.
Nachdem zu DDR-Zeiten die Entscheidung gefallen war, den Ort Annahütte für den Tagebau Klettwitz-Nord im Jahr 2000 abzubaggern, verfielen die Kirche und die umliegende Glasarbeitersiedlung ab den 1950er-Jahren. Nach der politischen Wende im Jahr 1989 wurden diese Pläne aufgegeben, und die Kirche wurde von 1992 bis 1993 saniert. Dies wurde neben Fördermitteln auch durch das Unternehmen Heye-Glas unterstützt. Die Kirche gehört wie die umliegende Glasarbeitersiedlung zu den Baudenkmalen der Gemeinde Schipkau.

## Baubeschreibung
Der Kirche ist ein neogotischer Backsteinbau. Sie verfügt über ein Kreuzgewölbe und ist farbenprächtig ausgemalt. Die Holzeinbauten sind im hanseatischen Stil gefertigt.
Turmuhr, Altar, Orgel, Altarbekleidung sowie das zweistimmige Glockengeläut wurden in den 1920er-Jahren gestiftet.

## Orgel

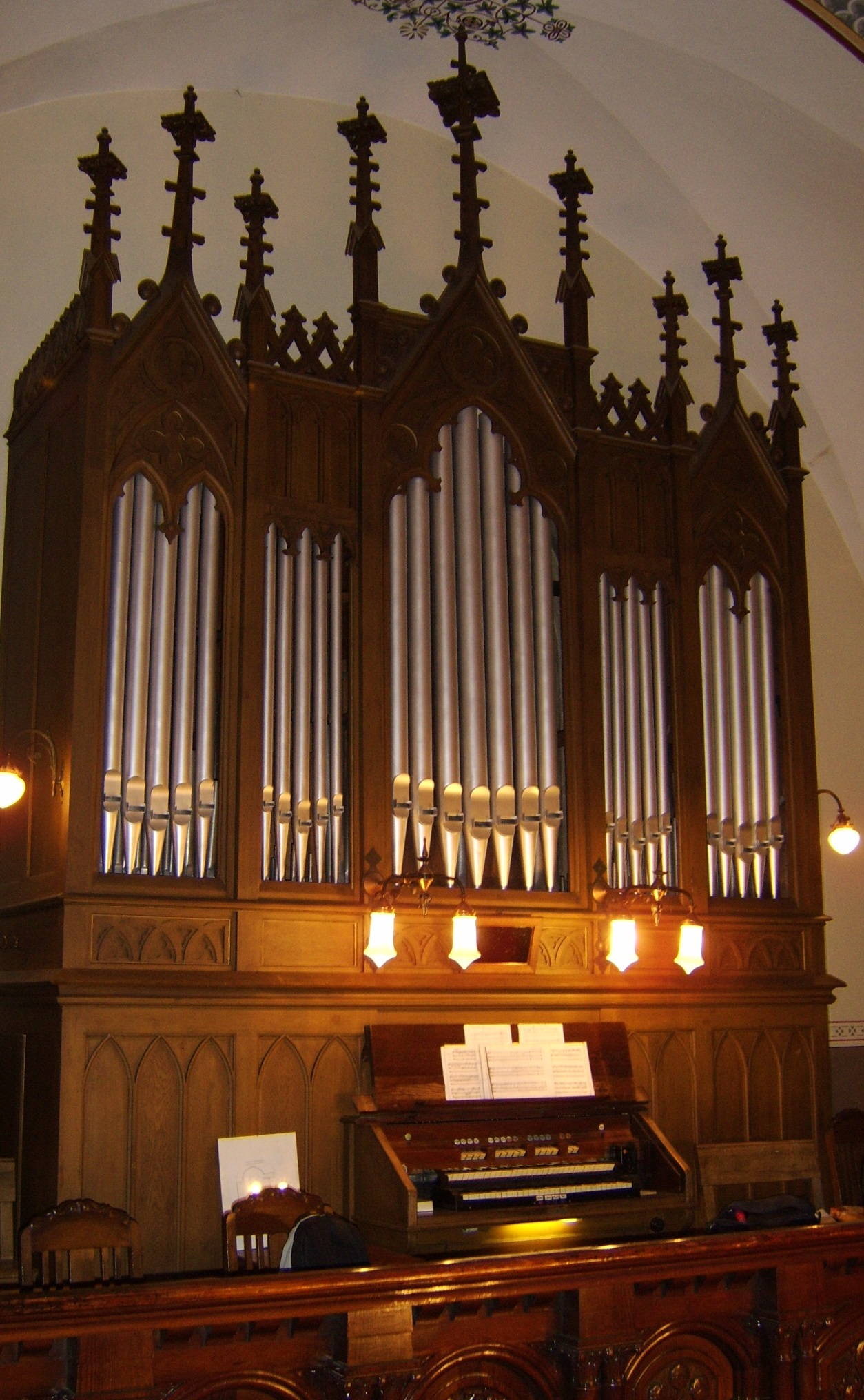
Voigt-Orgel

Die Orgel wurde 1905 vom Orgelbauer Arno Voigt (Bad Liebenwerda) erbaut und 1921 durch den Orgelbauer Gustav Heinze (Sorau) in Annahütte aufgestellt. Das pneumatische Kegelladen-Instrument hat zehn Register auf zwei Manualen und Pedal.
Disposition:
| I Manual C–f3 |    |
| Principal     | 8′ |
| Hohlflöte     | 8′ |
| Gamba         | 8′ |
| Octave        | 4′ |

| II Manual C–f3 |    |
| Liebl. Gedackt | 8′ |
| Salicional     | 8′ |
| Aeoline        | 8′ |
| Dolce          | 4′ |

| Pedal C–d1 |     |
| Subbass    | 16′ |
| Cello      | 8′  |

- Koppeln: II/I, I/P, II/P, Superoctavkoppel II/I, Suboktavkoppel II/I
- Spielhilfen: Feste Kombinationen (Piano, Mezzoforte, Tutti), Calkant, Wind-Anzeiger